# Rhaphotittha palpalis
Rhaphotittha palpalis är en insektsart som först beskrevs av Boris Petrovich Uvarov 1929.  Rhaphotittha palpalis ingår i släktet Rhaphotittha och familjen gräshoppor. Inga underarter finns listade i Catalogue of Life.